# Yonawo
yonawo（ヨナヲ）は、2017年に福岡県で結成された4人組の新世代バンド。所属事務所はワーナーミュージック・ジャパン内Atlantic Japan。

## 概要
2018年に自主制作した2枚のEP『ijo』と『SHRIMP』はCDパッケージは入荷即完売。地元のカレッジチャートにもランクインし、早耳リスナーの間で謎の新アーティストとして話題になっていたところ、川谷絵音の紹介でワーナーの担当者がライブを観に行き、その後ワーナーミュージック・ジャパン内Atlantic Japanに所属することやメジャーデビューする事が決まった。

2020年4月には初の全国流通盤となるミニアルバム『LOBSTER』がリリースされ、収録曲「矜羯羅がる」(こんがらがる)は全国各地のラジオ局でパワープレイに選出された。
また、『LOBSTER』は同4月期のタワーレコードスタッフのプッシュアイテムであるタワレコメンにも選出された。また、メジャーデビューアルバム『明日は当然来ないでしょ』に収録された楽曲「天神」は2020年8月にFM福岡「POWER PLAY」、CROSS FM「Heavy Rotation」、LOVE FM「Cool Cuts」という福岡の圏域FM局のパワープレイを史上初めて同時獲得するという快挙を達成している。

### 結成までの経緯
荒谷(Vo.)と斉藤(Gt)は中学時代に同じサッカークラブに所属しており、小学生からビートルズなどの音楽にハマっていた荒谷は、斎藤の実家にピアノやギターなどの楽器があるのを聞き(これは斎藤の両親が音楽家だったため)、斎藤宅に遊びに行ったついでにギターを教えてもらったりして二人はなにか音楽をやろうと思っていた。
荒谷と斎藤は別の高校に進学したが、斎藤と同じ高校には田中(Ba.)と野元(Dr.)がいた。当時、田中と野元は文化祭用のバンドを組んでいて、田中はボーカル＆ギター、野元はドラムで、派手なUKロックを弾いていた。斎藤は時折このバンドに参加しており、セッションをよくしていた。この段階では荒谷と斎藤の二人で打ち込みした曲をCDに焼いて配ったりするだけで、4人でバンドを組んではいなかったがは斎藤の紹介で4人は知り合いであった。

高校卒業後の2016年、荒谷はワーキングホリデーでバンクーバーへ行ってしまったが、荒谷の曲に惹かれていた田中が斎藤と食事していた時にバンクーバーにいる荒谷にTV電話で直談判し、荒谷、斎藤のいるyonawoへの加入が決まった。この時田中はベース未経験者だった。その後、野元が加入し、荒谷が帰国した2017年冬頃から本格的に活動が始まった。

### バンド名の由来
荒谷が高校生の頃にはっぴいえんどの「風をあつめて」を教えてくれた友人がヨナオくんであったことから。ヨナオくんはメンバー共通の友人。当時英語の詩ばかり書いていた荒谷はこれを聞き日本語の歌詞がいいなと感じ始めた。

### その他
- 基本的に作詞作曲を荒谷、編曲はメンバーで集まりながらメンバーでやっている。一つの曲に対して誰が何の担当、というルールは特に決めていない。[5]
- 2020年7月1日からは未発表ライブ映像を連続公開する「4 Week YouTube Premieres Series」を始動すると発表。毎週水曜日20:00にバンドのYouTube公式チャンネルで未発表ライブ映像を公開した。[8]
- 2023年12月26日、ボーカル・荒谷翔太が年内をもってバンドを脱退することを発表[9]。荒谷は「ここ数年バンドとして活動していく中で、どうしてもバンドを始めた頃のような気持ちでメンバーと向き合うことができなくなってしまっている自分がいて、メンバーとの関係性に悩んでいました。それと同時に荒谷翔大、ソロのミュージシャンとして表現したいことや、やりたいことが徐々に大きくなっていき、そんな正直な思いをメンバーに相談して、どうにかバンドとソロを両立できないかずっと考えてきましたが、このままだとどちらも中途半端なものになってしまうと思い、脱退を決めました」とコメントしており、バンドとしての活動は現在停止状態である。

## メンバー
- 2019年末段階で平均年齢21歳[5]である。

現メンバー
- 田中慧（ベース）
- 斉藤雄哉（ギター）
- 野元喬文（ドラムス）

元メンバー
- 荒谷翔大（ボーカル・キーボード）

## ディスコグラフィ

### メジャーデビュー前
- ijo
- SHRIMP

### メジャーデビュー後

#### 配信限定シングル
|      | 発売日         | タイトル                      | レーベル                       | 収録作                 | 備考                                                    |
| ---- | -------------- | ----------------------------- | ------------------------------ | ---------------------- | ------------------------------------------------------- |
| 1st  | 2019年11月15日 | ミルクチョコ                  | ワーナーミュージック・ジャパン | LOBSTER                |                                                         |
| 2nd  | 2019年12月20日 | Mademoiselle                  | ワーナーミュージック・ジャパン | LOBSTER                |                                                         |
| 3rd  | 2020年4月24日  | good job                      | ワーナーミュージック・ジャパン |                        |                                                         |
| 4th  | 2020年6月12日  | トキメキ                      | ワーナーミュージック・ジャパン | 明日は当然来ないでしょ |                                                         |
| 5th  | 2021年1月29日  | ごきげんよう さようなら       | ワーナーミュージック・ジャパン | 遙かいま               |                                                         |
| 6th  | 2021年3月26日  | 浪漫                          | ワーナーミュージック・ジャパン | 遙かいま               |                                                         |
| 7th  | 2022年6月17日  | After Party                   | ワーナーミュージック・ジャパン |                        |                                                         |
| 8th  | 2022年7月8日   | yugi                          | ワーナーミュージック・ジャパン |                        | テレビ東京系列ドラマ25「晩酌の流儀」オープニングテーマ  |
| 9th  | 2022年7月27日  | tokyo feat. 鈴木真海子, Skaai | ワーナーミュージック・ジャパン |                        |                                                         |
| 10th | 2023年1月25日  | Love (feat. Skaai)            | ワーナーミュージック・ジャパン |                        |                                                         |
| 11th | 2023年3月1日   | Falling                       | ワーナーミュージック・ジャパン |                        |                                                         |
| 12th | 2023年3月15日  | Rhodes (feat. どんぐりず)     | ワーナーミュージック・ジャパン |                        |                                                         |
| 13th | 2023年6月14日  | Stay                          | ワーナーミュージック・ジャパン |                        |                                                         |
| 14th | 2023年7月12日  | 焦がれNight                   | ワーナーミュージック・ジャパン |                        | テレビ東京系列ドラマ25「晩酌の流儀2」オープニングテーマ |

#### 配信限定EP
| 発売日        | タイトル                | 収録曲                                         |
| ------------- | ----------------------- | ---------------------------------------------- |
| 2022年3月18日 | Prescribing The... - EP | 1. 苺 2. Prescribing 3. ココナッツ 4. 空色素肌 |

### 参加作品
| 発売日         | タイトル         | 収録曲                                |
| -------------- | ---------------- | ------------------------------------- |
| 2020年8月26日  | chelmico『maze』 | milk（斉藤雄哉がギターで参加）        |
| 2020年10月28日 | みゆな『reply』  | 乙女の声は天津風（作詞作曲:荒谷翔大） |

### 荒谷翔太ソロ作品
配信シングル
| 発売日        | タイトル |
| ------------- | -------- |
| 2024年4月17日 | 涙       |
| 2024年5月15日 | 愛言葉   |
| 2024年6月12日 | 紫苑     |
| 2024年8月23日 | 雨       |

参加作品
| 発売日       | タイトル                                      | 収録曲                    |
| ------------ | --------------------------------------------- | ------------------------- |
| 2024年8月7日 | ブルーピリオド(Music From The Motion Picture) | また会おう feat. 荒谷翔大 |

## タイアップ一覧
| 使用年 | 曲名                    | タイアップ |
| ------ | ----------------------- | --- |
| 2020年 | トキメキ                | Paraviオリジナルドラマ『love⇄distance』オープニング主題歌                                                              |
| 2021年 | ごきげんよう さようなら | WOWOWオリジナルドラマ『出会い系サイトで70人と実際に会ってその人に合いそうな本をすすめまくった1年のこと』オープニング曲 |
| 2022年 | yugi                    | テレビ東京系ドラマ25『晩酌の流儀』オープニングテーマ                                                                   |
| 2023年 | Falling                 | Endian「CHILL OUT 」CM主題歌                                                                                           |
| 2023年 | 焦がれNight             | テレビ東京系ドラマ25『晩酌の流儀2』オープニングテーマ                                                                  |

## 出演
- 2020年10月4日〜12月 - InterFM897「夜渡り」毎週日曜日・メンバー全員が出演
- 2021年4月17日 - NHK「シブヤノオト」ゲスト出演
- 2022年9月4日～ InterFM897 「Yonawo House」毎週日曜 23:30 - 24:00